# アビゲイル・ウィリアムズ
アビゲイル・ウィリアムズ（英語: Abigail Williams、1681年頃 - 没年不明）は、13植民地時代のアメリカで起こったセイラム魔女裁判の最初の告発者の一人で、魔術師の疑いを持たれた150人以上の逮捕と投獄に関与した女性である。

## 魔女裁判
アビゲイルと従妹のベティ・パリスは、1692年と1693年のセイラム魔女裁判の最初の告発者だった。アビゲイルは当時12歳だった。彼女は襲撃でネイティブ・アメリカンに両親を殺害された後、叔父サミュエル・パリスとセイラムに住んでいた。目撃者である牧師のディオーダット・ローソンによると、アビゲイルとベティは、腕を激しくばたつかせ、部屋の周りを走り、椅子の下で泳いで、煙突を登ろうとしていた。アビゲイルの体は明らかに不可能な位置に曲がったと主張されている。
これは、セイラム（現：マサチューセッツ州ダンバース）の村人の多くを驚かせた。地方の牧師であったサミュエル・パリスは、これらの苦しみが医学的なものかどうかを判断するため医者を呼ぶことにした。医師のウィリアム・グリッグスは、この2人の少女の行動を理解することが困難だった。彼はこれが医学的な問題ではないと確信し、これは魔術であると示唆した。ティテュバという名前のパリスの奴隷の一人は、ライムギと苦しんでいる少女らの尿を混合した「魔女のケーキ」を焼いて、犬に与えるように求められた。その理論は、アビゲイルとベティが魔術をかけられたとしたら犬が同様の症状を呈し、魔術が実際に行われたことを証明するという理論だった。
アビゲイルとベティの主張のために告発され、20人が死亡した。1692年2月29日に3人の女性、サラ・グッド、サラ・オズボーン、さらにティテュバ自身が魔女の疑いで逮捕された。彼女らは全て有罪判決を受けたが、自白したのはティテュバだけだった。 サラ・グッドは絞首刑となり、サラ・オズボーンは刑務所で死亡した。ティテュバは、サミュエル・パリス牧師が解放のための対価を支払った1年後、刑務所から釈放された。アビゲイルとベティの告発は、セイラムや近隣の村（特にアンドーバー）に急速に広がり、1692年から1693年の間に多くの人々が投獄され、19人が死亡した。1692年以降、アビゲイルは文書による記録から消え、魔女裁判後に歴史家が彼女の人生について知ることは不可能になった。1697年（17歳）頃に死去したという説もあるが確定には至っていない。
1976年、リンダ・R・キャポラエルは、これらの奇妙な症状が真菌（麦角菌）に感染したライムギの摂取によって発生する麦角中毒によって引き起こされたという仮説を立てた。この説は広く受け入れられていない。
アビゲイル・ウィリアムズは多くの人を魔術の重大な被告にしたが、裁判のうち8つにしか参加しておらず、1692年6月3日に最後の証言をして以降、途中で消えた。魔女裁判が終わった後に何が起こったのかを示す確かな記録はない。

## 記録
アビゲイルは特に、レベッカ・ナースの逮捕に直接的に関与している。サミュエル・パリスによって記された1692年3月24日の尋問記録によると、アビゲイルはジョン・ホーソーンに対し、レベッカ・ナースに危害を加えられたと証言した。また、尋問中にナースが首を傾けると、告発者の一人であるエリザベス・ハバードが首を同じ向きに傾かせた。その時アビゲイルは「ナースさんの首をまっすぐにしないとこの子の首が折れちゃう！」と叫んだ。
裁判以外でもアビゲイル・ウィリアムズの奇行が記録されている。彼女は3月11日の重要な断食の日に祈りを捧げるために集まった男女の前で金切り声を上げて跳ね回り、彼らを混乱に陥れた。また、ディオーダット・ローソンによると、アビゲイルは3月20日に、讃美歌の歌唱が終わると彼に「立ち上がって好きな句を選んで読みなさい」と語りかけてきたという。彼がそれを読むと、「なんて長いの」と言い、午後には彼の説教に対して「あなたの説教なんて知るものか。何を言っているのか知らないけど、馬の耳に念仏だ」と言ったという。

## 性格
マリオン・L・スターキーが訴訟手続きの際にアビゲイル・ウィリアムズが見せた態度から類推した彼女の人物像によると、アビゲイルは気が強く、大人しくて何でもすぐに信じ込む質のベティを従わせる傾向のある性格だった。牧師である叔父からベティと共にこの時代特有のカルヴァン主義の非常に厳しいしつけを叩き込まれはしたが、自分が嫌いな地獄落ち等のことは他人に降り掛かるものだと無意識に信じていた。時には悪魔の話に怖気づいたりもしたが、好奇心旺盛で、本気で恐がるベティと対照的に身を乗り出して話を聞いた。

## アビゲイルが登場する作品
- 映画『セイルムの娘』（ アメリカ合衆国、1937年）
- 戯曲『るつぼ』（アーサー・ミラー著、1953年）
- 映画『サレムの魔女』（ フランス、1957年） - 『るつぼ』の映画化作品
- 映画『クルーシブル』（ アメリカ合衆国、1996年） - 『るつぼ』の映画化作品
- ゲーム『MURDERED 魂の呼ぶ声』（2014年、スクウェア・エニックス、声：沢城みゆき）
- ゲームアプリ『Fate/Grand Order』（2017年、TYPE-MOON、声：大和田仁美）
- 音楽『Abigail/Motionless In White』(2010年、(アルバム/Creature))